# Phyllocnistis minimella
Phyllocnistis minimella là một loài bướm đêm thuộc họ Gracillariidae, known from Java, Indonesia. Ấu trùng ăn Protium javanicum.